# Xerocrassa moraguesi
Xerocrassa moraguesi is een slakkensoort uit de familie van de Hygromiidae. De wetenschappelijke naam van de soort is voor het eerst geldig gepubliceerd in 1883 door Kobelt.